# Liwadia (Krym)
Liwadia (ukr. Лівадія, ros. Ливадия, krymskotat. Livadiya) – osiedle typu miejskiego na Krymie, w której w 1945 r. odbyła się konferencja jałtańska.
Znajduje się nad Morzem Czarnym około 3 km w kierunku południowo-zachodnim od Jałty, na jej przedmieściach. Jego nazwa pochodzi od gr. Λιβαδιά, co oznacza „łąka”.
Kompleks sanatoryjny, wśród którego leży najważniejszy obiekt turystyczny Liwadii – pałac Potockich w Liwadii, w którym prowadzono obrady konferencji jałtańskiej.

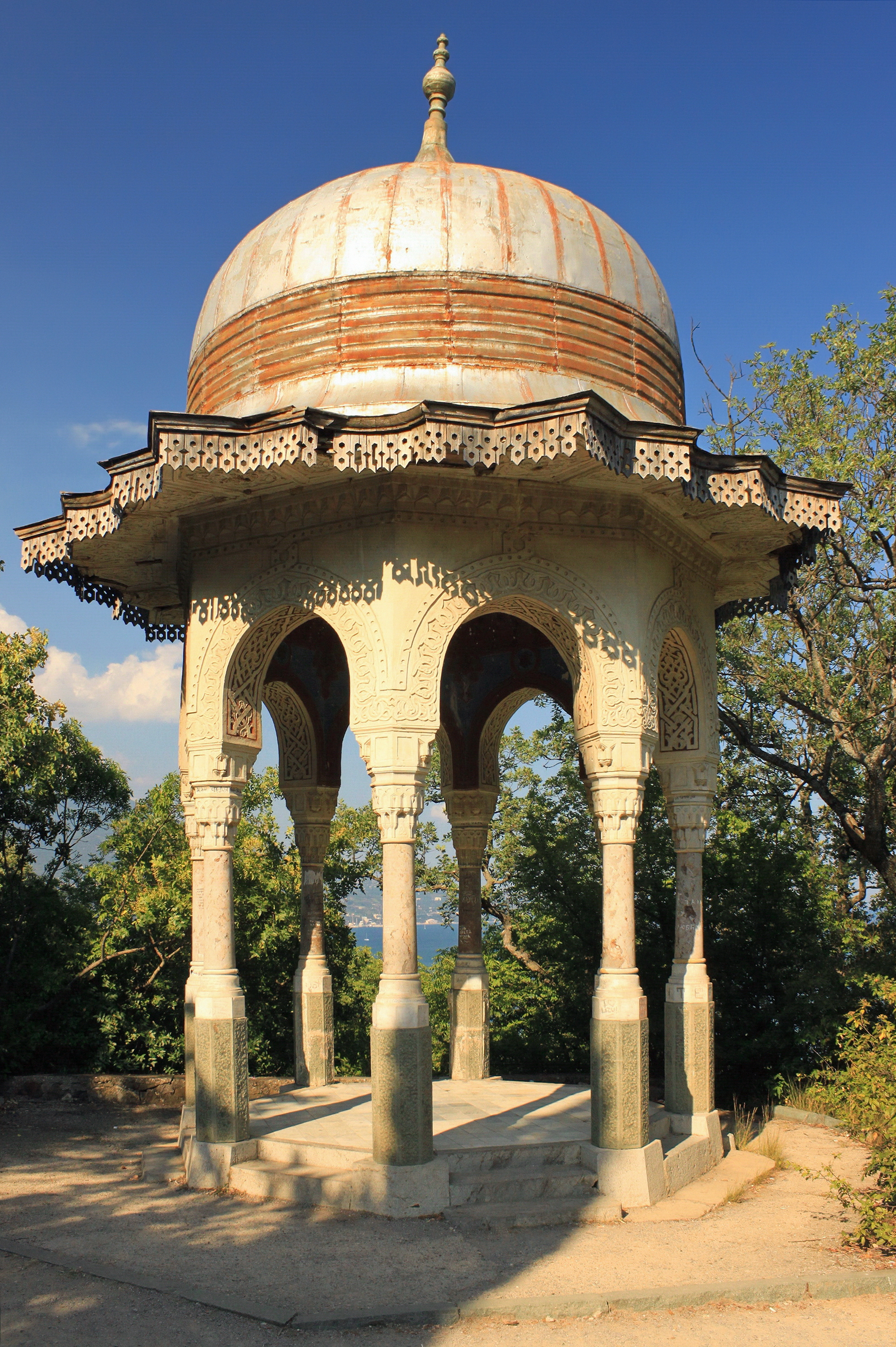
Turecka Altana (Srebrna Altana) w parku w Liwadii
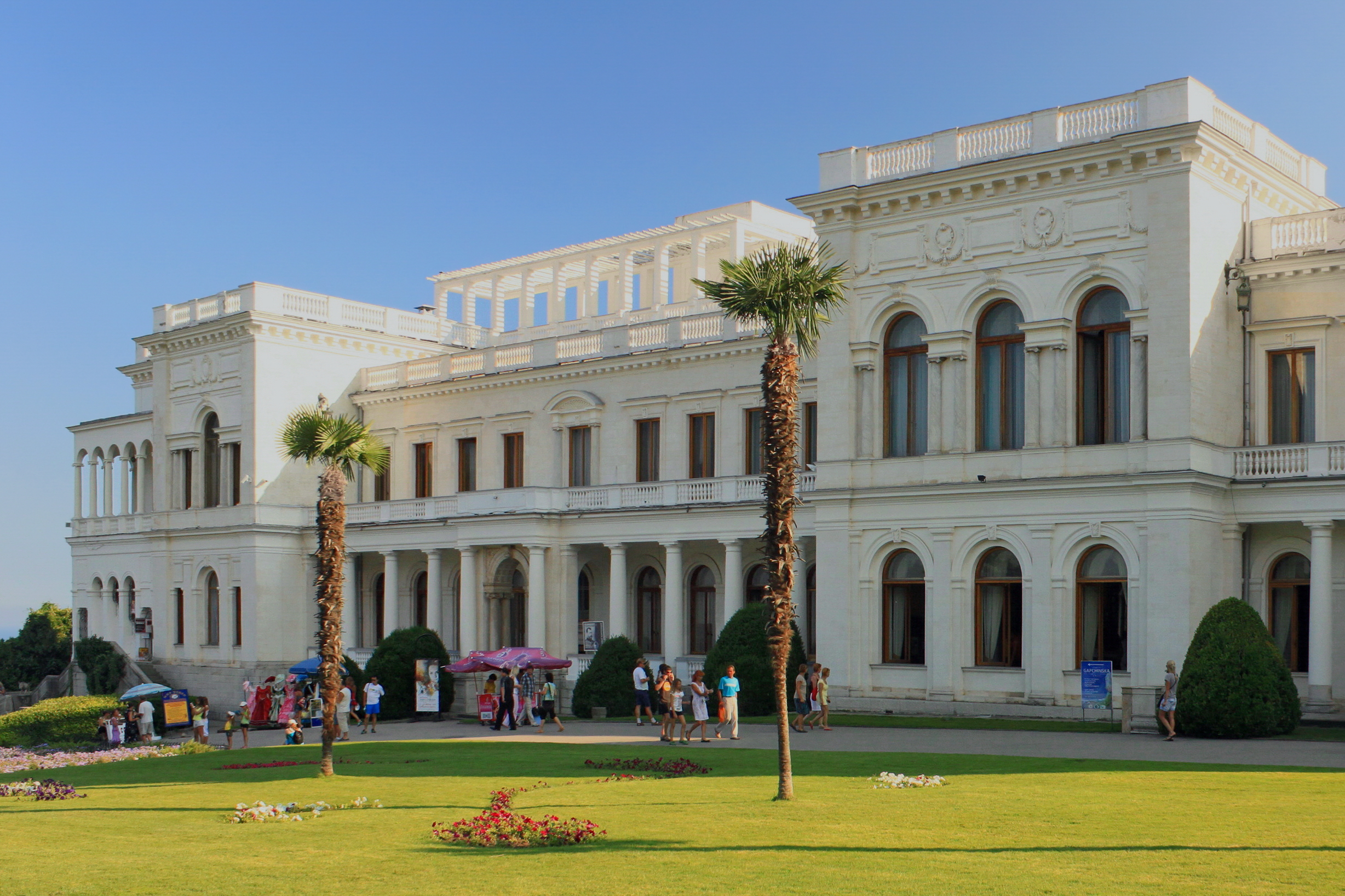
Pałac w Liwadii
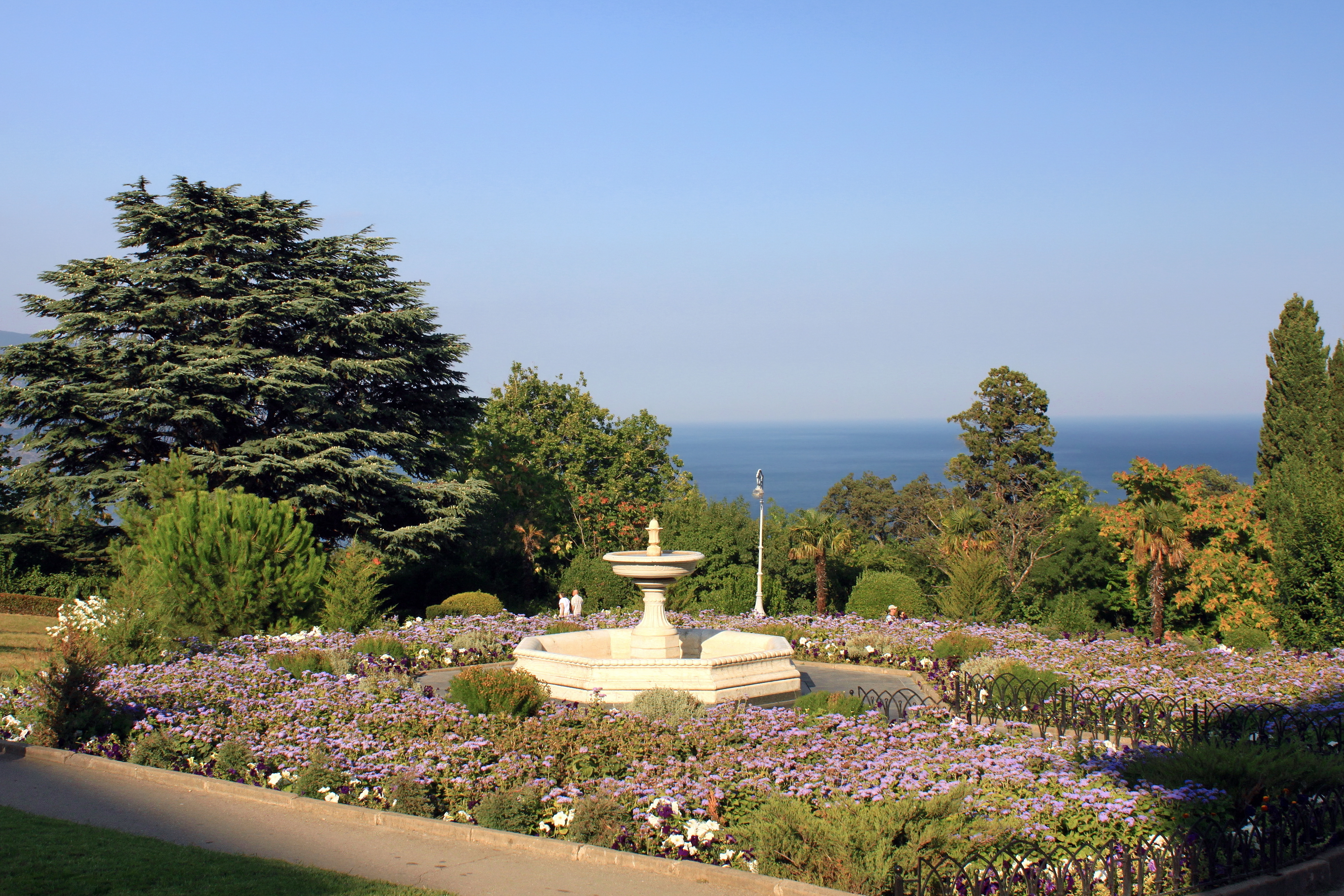
Park pałacowy w Liwadii